# Gephyromantis cornutus
Gephyromantis cornutus – gatunek płaza bezogonowego z rodziny mantellowatych (Mantellidae).

## Taksonomia
Gatunek ten opisali w 1992 roku Glaw i Vences, nadając mu nazwę Mantidactylus cornutus. Ci sami badacze w 2001 dokonali rewizji, po tym, jak opisali dwie grupy siostrzane: Gephyromantis tandroka oraz G. tschenki.

## Występowanie
Jest to gatunek endemiczny, zamieszkujący wyłącznie wschodni i środkowy Madagaskar.
Bytuje na wysokości 850–1200 m nad poziomem morza. Zamieszkuje niewielkie strumyki i przyległą roślinność w lesie tropikalnym.

## Rozmnażanie
Nie zostało poznane, ale należy rozważyć możliwość rozwoju bezpośredniego.

## Status
W Czerwonej księdze gatunków zagrożonych IUCN płaz ten od 2016 roku klasyfikowany jest jako gatunek narażony (VU, ang. Vulnerable); wcześniej, od 2004 roku uznawano go za gatunek niedostatecznie rozpoznany (DD, ang. Data Deficient).
Płaz ten występuje obficie, jednakże jego trend populacyjny jest spadkowy.
Zagrożenia dla gatunku nie różnią się specjalnie od zagrożeń dla jego bliskich krewnych, obejmując:
- rolnictwo, zwłaszcza nadmierny wypas zwierząt udomowionych
- przemysł leśny
- inwazyjne rozprzestrzenianie się eukaliptusa
- osadnictwo ludzkie.